# Faye-sur-Ardin
Faye-sur-Ardin település Franciaországban, Deux-Sèvres megyében. Lakosainak száma 658 fő (2022. január 1.). Faye-sur-Ardin Ardin, Béceleuf, Saint-Maxire, Sainte-Ouenne, Surin és Villiers-en-Plaine községekkel határos.

## Népesség
A település népességének változása:
| Lakosok száma | 623  | 616  | 632  | 631  | 640  | 648  | 656  | 656  | 658  |
|               | 2013 | 2015 | 2016 | 2017 | 2018 | 2019 | 2020 | 2021 | 2022 |